# Biskupice Wielkopolskie
Biskupice Wielkopolskie – przystanek kolejowy w Biskupicach, w województwie wielkopolskim, w Polsce. Przystanek położony jest na linii Poznań-Toruń.

## Ruch pasażerski
| Rok  | Wymiana pasażerska na dobę |
| ---- | -------------------------- |
| 2018 | 1 300                      |
| 2022 | 1 000                      |
| 2023 | 1 200                      |

Przy stacji istnieje stacja roweru miejskiego.
Na przełomie stycznia i lutego 2019 PKP podpisały z konsorcjum firm Helifactor i MERX umowę na budowę tzw. innowacyjnego dworca systemowego w formie klimatyzowanej poczekalni wraz z pomieszczeniami kas biletowych i przestrzenią dla punktów handlowo-usługowych. Nowy budynek dworca został oddany do użytku 25 czerwca 2021 roku.